# Ашага-Стальский сельсовет
Ашага-Стальский сельсовет  — административно-территориальная единица и муниципальное образование со статусом сельского поселения в Сулейман-Стальском районе Дагестана Российской Федерации.
Административный центр — село Ашага-Стал.

## Население
| 2002  | 2010  | 2012  | 2013  | 2014  | 2015  | 2016  |
| ----- | ----- | ----- | ----- | ----- | ----- | ----- |
| 5360  | ↗5827 | ↘5825 | ↘5822 | ↘5775 | ↘5762 | ↘5743 |
| 2017  | 2018  | 2019  | 2020  | 2021  | 2023  | 2024  |
| ↘5718 | ↘5673 | ↘5634 | ↗5658 | ↗5988 | ↘5982 | ↗5987 |
| 2025  |       |       |       |       |       |       |
| ↗5995 |       |       |       |       |       |       |

## Состав
| № | Населённый пункт    | Тип населённого пункта       | Население |
| - | ------------------- | ---------------------------- | --------- |
| 1 | Ашага-Стал-Казмаляр | село                         | ↗3224     |
| 2 | Ашага-Стал          | село, административный центр | ↘2764     |